# Бог не великий: Як релігія все отруює
«Бог не великий: Як релігія все отруює» (англ. God is not Great: How Religion Poisons Everything) — книга американського журналіста та публіциста Крістофера Гітченса. Книга з'явилася у друці в США у 2007 р.
У цій книзі Крістофер Гітченс піддає критиці релігію і зокрема стверджує, що релігія пропагує насилля, нетерпимість, расизм, фанатизм, упередженість та укорінює невігластво людства. Він також розглядає конкретні факти з Біблії та піддає їх критиці на прикладах із сучасного життя, наукових фактів, публікацій. У своїй критиці релігії Гітченс зосереджується на декількох, на його думку, фундаментальних хибах релігії, а саме:
- релігія цілеспрямовано спотворює уяву людства про навколишній світ та всесвіт;
- релігія вимагає підкорення природи людини вигаданим шкідливим нормам та правилам;
- релігія породжує насилля, придушує прагнення людини до свободи;
- релігія вороже ставиться до раціональної оцінки подій і вимагає сліпої віри.

У висновку автор стверджує, що у 21 сторіччі людство знову потребує просвітників Відродження, для того щоб критично оцінити роль релігії у суспільстві та обмежити її вплив.